# La Vraie Femme de Gros Tony
La Vraie Femme de Gros Tony (France) ou Maîtresse, décolle ! (Québec) (The Real Housewives of Fat Tony)  est le 19e épisode de la saison 22 de la série télévisée Les Simpson.

## Synopsis
Alors que Bart, Lisa et Homer font la queue au Service des permis de conduire, Gros Tony se présente au guichet où Selma travaille. Cette dernière ayant refusé d'enregistrer son formulaire de changement d'adresse, le mafieux la fait enlever par ses sbires.
Séquestrée dans un entrepôt abandonné, Selma obtient de son ravisseur, tombé sous son charme, qu'il lui finance une liposuccion. Après plusieurs opérations de chirurgie esthétique, Gros Tony déclare sa flamme à Selma, amincie et embellie. Tous deux ne tardent pas à se marier. Mais pendant le banquet, Homer et Marge sont placés à l'écart des autres invités, Selma craignant que le comportement immature de son beau-frère ne gâche la réception.  
Furieuse, Marge se brouille avec sa sœur dont elle désapprouve le mariage.
Peu de temps après, Gros Tony invite Homer et Marge à venir passer un week-end dans sa villa au bord de la mer. Une fois sur place, Homer et Marge rencontrent les membres de la famille du chef de la mafia, des parvenus superficiels et m'as-tu-vu. Au cours du séjour, ils découvrent stupéfaits que Gros Tony n'a pas que Selma dans sa vie. Ce dernier est en réalité marié à une femme, une Italienne au caractère bien trempé. Cette dernière fait irruption dans la villa au volant d'une Ferrari, contraignant Gros Tony à avouer à Selma qu'elle n'était que sa maîtresse officielle.
De son côté, Bart se découvre un très bon odorat qui lui permet de trouver des truffes. Lorsque Luigi, le gérant d'une pizzeria, lui propose un bon prix pour chaque truffe collectée, Lisa décide d'utiliser le talent de son frère pour monter une véritable entreprise.

## Audiences
Lors de sa première diffusion aux États-Unis, l'épisode a réuni 5,84 millions de téléspectateurs.